# UFO (rockband)

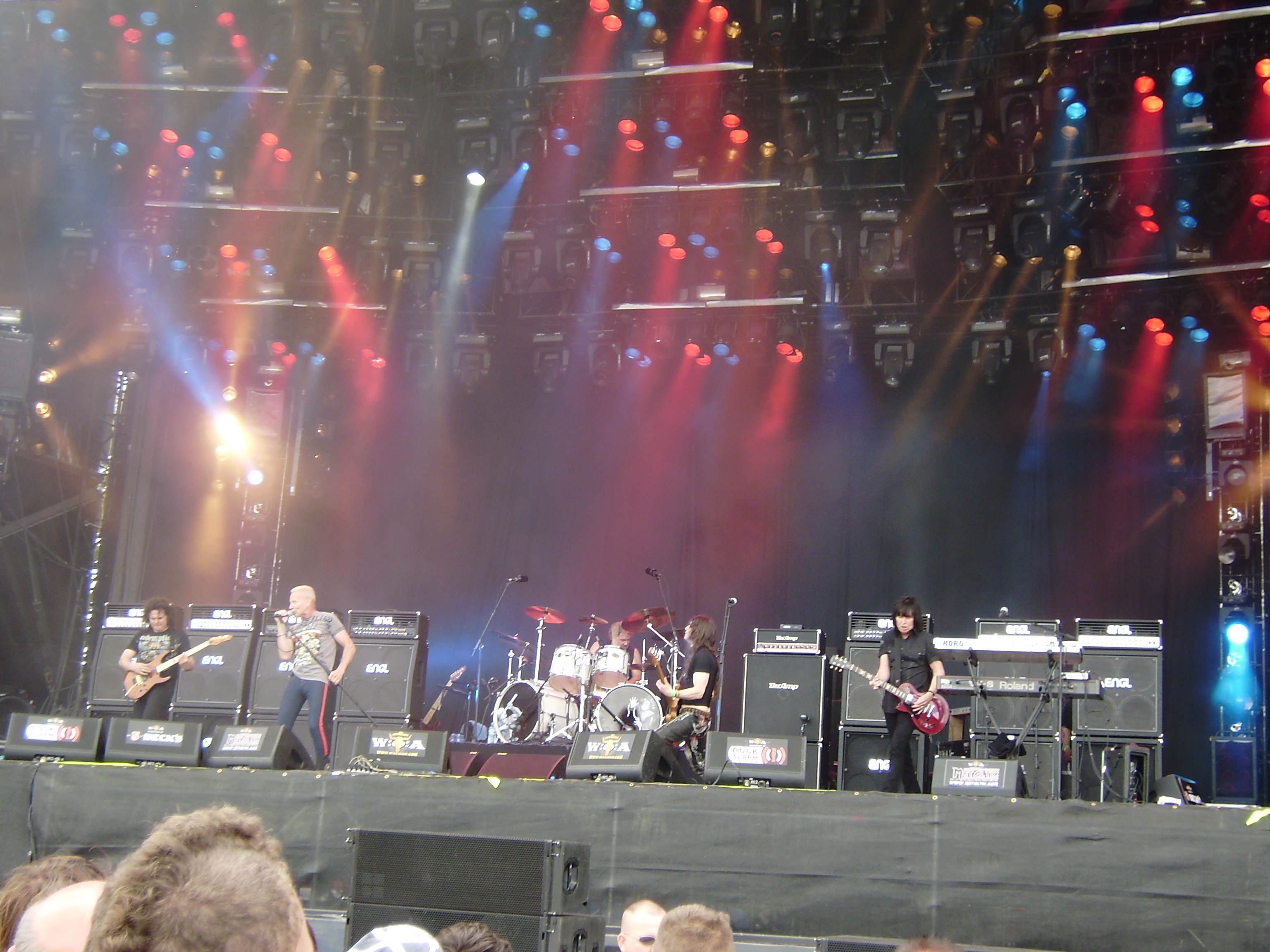
UFO in 2009

UFO is een Britse hardrockband, met een regelmatig wijzigende bezetting. De spil is steeds zanger Phil Mogg. De belangrijkste leden zijn Peter Way en Andy Parker, met daarnaast een belangrijke rol voor Michael Schenker, die de groep weliswaar met enige regelmaat verliet, maar na kortere of langere tijd weer terugkeerde.

## Geschiedenis

### 1969-1973
De band werd als Hocus Pocus opgericht in 1969 (met als leden zanger Phil Mogg, gitarist Mick Bolton, bassist Pete Way en drummer Andy Parker, die de eerste drummer Colin Turner verving). De naam van de groep komt van de Londense club UFO, waar onder meer de leden van Pink Floyd vaak te vinden waren. Hun muziek wordt omschreven als een middenweg tussen de rock van Led Zeppelin en de metal van NWOBHM. Vooral metalmuzikanten uit de jaren 80 en 90 noemen UFO vaak als een van de belangrijkste invloeden op hun eigen muziek. Nadat gitaristen Willis en Marsden korte tijd deel hadden uitgemaakt van de band, vormde de bezetting met de van de Scorpions overgenomen Michael Schenker het hoogtepunt in de geschiedenis van de band.

### 1973-1978
De band behaalde in de beginjaren vooral succes in Japan en Duitsland met spacerockachtige nummers als The Coming of Prince Kajuku. In 1976 vormde de samenstelling met Paul Raymond de klassieke UFO-bezetting. Er was toen al een haat-liefdeverhouding ontstaan met Schenker, die in 1978 vervangen werd door Chapman. Het nummer Lights Out uit 1977 werd door het vakblad Guitar World gekozen als nummer 84 in de "100 beste gitaarsolo's".

### 1978-1982
Met Chapman op gitaar werkte UFO verder aan het internationale succes. Daaraan kwam een eind met het vertrek van Pete Way naar zijn eigen band Waysted. Met het overlijden van Raymond in 2019 en dat van Way en Chapman in 2020 zijn zanger Phil Mogg en drummer Andy Parker de enige nog in leven zijnde leden van deze line-up.

### 1982-1988
UFO modderde nog wat aan tot eind 1988, toen - ondanks de terugkeer van Way - de groep ermee ophield.

### 1991-1992
Er volgde een kortstondige reünie van Mogg en Way met nogal wat onbekende musici, die even deel mochten uitmaken van de legendarische band.

### 1993-2004
Als reactie op een discussie rond de rechten op de groepsnaam werd UFO opnieuw opgericht. Michael Schenker voegde zich weer bij de band. De klassieke bezetting was daarmee weer een feit. Het bleef echter een knipperlichtrelatie. Vanwege familieomstandigheden werd Parker regelmatig vervangen door onder anderen Dunbar, Dio en AC/DC-drummer Wright.

### 2004-heden
Met de komst van Vinnie Moore als vervanger van de steeds wispelturiger wordende Schenker is er opnieuw stabiliteit in de groep gekomen.

## Discografie

### Studioalbums
- 1970: UFO 1
- 1971: UFO 2 Flying
- 1974: Phenomenon
- 1975: Force It
- 1976: No Heavy Petting
- 1977: Lights Out
- 1978: Obsession
- 1980: No Place to Run
- 1981: The Wild, the Willing and the Innocent
- 1982: Mechanix
- 1983: Making Contact
- 1985: Misdemeanor
- 1988: Ain't Misbehavin'
- 1992: High Stakes & Dangerous Men
- 1995: Walk on Water
- 2000: Covenant
- 2002: Sharks
- 2004: You Are Here
- 2006: The Monkey Puzzle
- 2009: The Visitor
- 2012: Seven Deadly
- 2015: A Conspiracy Of Stars

### Verzamelalbums
- 1973: Best of
- 1976: Space Metal
- 1983: The Decca Years
- 1986: Anthology
- 1992: The Essential
- 1992: The Early Years
- 1994: Too Hot to Handle
- 1999: Best of UFO: Gold Collection
- 2008: Best of UFO (1974-1983)
- 2010: The Best of a Decade
- 2011: The Chrysalis Years (1973-1979)
- 2012: The Chrysalis Years (1980-1986)

### Livealbums
- 1972: Live in Japan
- 1974: Live in Concert
- 1979: Strangers in the Night (dubbel-lp)
- 1992: Lights Out in Tokyo
- 1993: T.N.T.
- 1994: Live in Texas
- 1995: Heaven's Gate
- 1997: X-Factor: Out There & Back
- 1998: On with the Action
- 2001: Regenerator
- 2005: Showtime
- 2009: The Official Bootleg Box Set 1975-1982

## Videografie
- Too Hot to Handle (1994)
- The Misdemeanour Tour (2002)
- Legends of Rock Live at Castle Donington 2001 (2002)
- Strangers in the Night. The Ultimate Critical Review (2005)
- Broadcast Rarities (2005)
- Showtime (2005)
- Videobiography (2007)
- Rockpalast Hardrocklegends Vol. 1 (2010)